# CrySyS Lab
A CrySyS Adat- és Rendszerbiztonság Laboratórium (CrySyS Lab, ejtsd [kri:sis]) a Budapesti Műszaki és Gazdaságtudományi Egyetem Híradástechnikai Tanszékén működik. A laboratórium neve a Laboratory of Cryptography and System Security angol kifejezés rövidítéséből származik. A CrySyS Lab nemzetközi szinten is elismert kutatási tevékenységet folytat, oktatási programokban vesz részt és (felkérésre) ipari tanácsadói feladatokat lát el.

## Kutatási területe
A laboratórium az informatikai biztonság számos területén folytat munkát. Egyik fő kutatási területe a vezeték nélküli beágyazott rendszerek biztonsága, mely magában foglalja a vezeték nélküli szenzorhálózatok, kiber-fizikai rendszerek (cyber-physical systems), és a kritikus infrastruktúrák vezérlő rendszereinek biztonságát. Ezen kívül, a laboratórium fontos kutatási területei közé tartozik az operációs rendszerek biztonsága, beleértve a virtualizáció biztonsági kérdéseit és a felhő alapú rendszerek (cloud computing) biztonságát, valamint a kártékony programok (malware) elemzési módszereit. A laboratórium harmadik kutatási területe a biztonság közgazdaságtana (economics of security), mely tartalmazza a bizalom és megbízhatóság kérdéseit önszerveződő és hagyományos kommunikációs rendszerekben, kvantitatív kockázatelemzési módszereket, a kiber-biztosítás elméleti alapjainak vizsgálatát, és az underground gazdaság működésének megértését (pl. a spam és a rosszindulatú domain-ek regisztrációját meghatározó tényezők feltárását).

## Története
A CrySyS Labor 2003-ban alakult, jelenleg a BME Informatikai épületében található az Infopark területén. A laboratórium vezetője az alakulástól 2010-ig Dr. Vajda István, egyetemi tanár volt. 2010-től a laboratórium vezetője Dr. Buttyán Levente, egyetemi docens. A laboratórium megalakulásától kezdődően számos hazai és nemzetközi K+F projektben vett részt, köztük több EU FP6 és FP7-es projektben is. Utóbbiak közül kiemelkednek a SeVeCom, a UbiSecSens és a WSAN4CIP projektek, melyekben a laboratórium meghatározó szerepet játszott.

## Eredmények
A laboratórium eredményeit a kutatói közösségben megszokott mérőszámok alapján lehet értékelni. A publikációs tevékenységet tekintve, a laboratórium 2003 és 2011 között a hazai kutatói életben kiemelkedő és nemzetközi mércével is elismerésre érdemes teljesítményt mondhat magáénak:
- 5 könyv
- 4 könyvfejezet
- 21 tudományos folyóiratcikk
- 47 konferencia publikáció
- 3 szabadalom
- 2 Internet Draft

A laboratóriumban született publikációkra több, mint 7500 független hivatkozás található, a publikációk összegzett impakt faktora 30 fölött van. A folyóirat cikkek között számos rangos folyóiratban (pl. IEEE Transactions on Dependable and Secure Systems, IEEE Transactions on Mobile Computing) megjelenő cikk található.

## Incidens kezelés és kártékony kód analízis
A laboratórium részt vett több high-profile célzott támadásnál használt kártékony program analízisében.
2011 októberében a CrySyS Laboratórium fedezte fel, nevezte el és elemezte elsőként a Duqu kártévőt. A vizsgálat során a laboratórium azonosította a dropper fájlt, mely egy 0-day Windows kernel hibát használt ki a Duqu telepítésére. Továbbá, a laboratórium kifejlesztett és nyílt forráskóddal publikusan elérhetővé tett egy Duqu detektálására alkalmas szoftvercsomagot (Duqu Detector Toolkit).
2012 májusában, a CrySyS Laboratórium egy nemzetközi együttműködés keretében részt vett egy másik korábban ismeretlen kártevő elemzésében, melynek a laboratórium a sKyWIper nevet adta. Ugyanezt a kártevőt a Kaspersky és az Iráni Nemzeti CERT (MAHER) is elemezte, és Flame illetve Flamer néven hivatkozott rá.
2013 februárjában a MiniDuke támadást derítette fel a labor a Kaspersky Labs együttműködésével. 2013 márciusában pedig magyar diplomáciai célpontokat is támadó TeamSpy kampánysorozaton dolgoztak eredményesen.
A laboratórium emlékezetes eredményei közé tartozik még egy elemzés az Elender jelszavakaról, és a Kaminsky támadás kapcsán a magyarországi helyzet felméréséről szóló elemzés

## Oktatási tevékenysége
A laboratórium oktatási tevékenysége elsősorban a BME műszaki informatika és gazdasági informatika szakjaihoz kapcsolódik, ahol a laboratórium felelős az Adatbiztonság alaptárgyért, a Hírközlő rendszerek biztonsága szakirányért és azon belül több szakirány tárgyért és laboratóriumi mérésért, valamint több választható tárgyért. Az oktatott ismeretek lefedik az adatbiztonság algoritmusos módszereit, a biztonságos protokollok tervezését, gyakorlati hálózatbiztonsági problémákat és módszereket, a kockázatelemzés módszereit és a biztonság közgazdaságtanát. A laboratóriumban diplomát szerzett hallgatók mára kiterjedt alumni hálózatot alkotnak, és vezető hazai és nemzetközi cégeknél dolgoznak.

## PhD fokozatot szerzett kutatói
A laboratóriumban PhD fokozatot szerzett kutatók a következők:
- Dr. Berta István Zsolt
- Dr. Schaffer Péter
- Dr. Ács Gergely
- Dr. Bencsáth Boldizsár
- Dr. Dóra László
- Dr. Holczer Tamás
- Dr. Ta Vinh Thong
- Dr. Lászka Áron
- Dr. Gulyás Gábor György
- Dr. Pék Gábor
- Dr. Horváth Máté
- Dr. Futóné Papp Dorottya
- Dr. Lestyán Szilvia
- Dr. Gazdag András
- Dr. Ládi Gergő